# Orbital (hudební skupina)
Orbital je anglické duo hrající elektronickou hudbu. Pochází z Otfordu v hrabství Kent a tvoří jej bratři Phil a Paul Hartnollovi.

## Historie
Již první singl „Chime“ (1989) duu přinesl značný úspěch na raveové scéně a dostal se na 17. místo hitparády; Hartnollovi jej rovněž zahráli v populárním televizním pořadu Top of the Pops. Následovalo několik dalších singlů, například III EP - Satan a Belfast. V září 1991 vyšla první plnohodnotná deska. Druhé album Brown Album z roku 1993 časopis Mixmag zařadil na deváté místo ve svém seznamu „50 nejlepších tanečních alb všech dob“.
Do roku 2023 vyšlo dalších deset řadových alb. Na Blue Album, se jako hosté podíleli Lisa Gerrardová a duo Sparks. Po koncertech v červenci 2004 se bratři rozdělili. V červnu 2009 došlo k reunionovému turné a o tři roky později vyšlo po osmi letech nové album Wonky. V roce 2014 došlo k dalšímu rozpadu, ale již tři roky poté spolu bratři opět začali vystupovat a do roku 2023 vydali další dvě studiová alba.

## Diskografie
- Orbital (1991, Green Album)
- Orbital (1993, Brown Album)
- Snivilisation (1994)
- In Sides (1996)
- The Middle of Nowhere (1999)
- The Altogether (2001)
- Blue Album (2004)
- Wonky (2012)
- Monsters Exist (2018)
- Optical Delusion (2023)